# Liriodendron
Liriodendron és un gènere de plantes angiospermes de la família de les magnoliàcies (Magnoliaceae). Són plantes natives de l'est del Canadà i dels Estats Units, de la Xina i del Vietnam.

## Descripció
Són arbres caducifolis, a l'escorça del tronc hi van apareixent estries longitudinals amb l'edat, i van caient petits trossos. Les fulles, estipulades, tenen un pecíol llarg i es disposen en espiral, el limbe té un nombre parell de lòbuls disposats als laterals del limbe. Les flors són solitàries i hermafrodites, amb una forma de copa que recorda les tulipes, apareixen amb les fulles i acostumen a tenir nou tèpals en tres verticils.El gineceu és format per nombrosos carpels disposats en espiral, els basals són estèrils, a cada carpel hi ha dos òvuls.Els fruits són sàmares disposades en una mena de nucli amb forma de fus, són llenyoses a la maturitat i llavors cauen.

## Taxonomia
Aquest gènere va ser publicat per primer cop l'any 1753 al primer volum de l'obra Species Plantarum del botànic suec Carl von Linné (1707-1778).

### Espècies
Liriodendron és un llinatge del Terciari del que en resten només dues espècies, una distribuïda per l'est d'Àsia i una altra a l'est d'Amèrica del nord. Fins el Terciari tardà hi havia hagut espècies per tot l'hemisferi nord.
Dins d'aquest gènere es reconeixen les dues espècies següents:
- Liriodendron chinense (Hemsl.) Sarg.
- Liriodendron tulipifera L.